# Бельфоре, Франсуа де
Франсуа де Бельфоре́ (фр. François de Belleforest; ноябрь 1530, Саматан — 1 января 1583, Париж) — французский писатель, поэт и переводчик XVI века.

## Биография
Родился в бедной семье в Гаскони. Когда Франсуа было семь лет, его отец погиб на военной службе. Некоторое время жил при дворе Маргариты Наваррской, будучи ее учеником, а позже отправился в Тулузу и Бордо, где встретил историка и гуманиста Дж. Бьюкенена. Затем приехал в Париж, где познакомился с представителями молодого французского литературного поколения, членами объединения «Плеяда», такими как Пьер де Ронсар, Жан Антуан де Баиф, Жан Дора, Реми Белло, Антуан дю Вердье и Одет де Турнеб.
В 1568 году он стал историографом короля Франции Генриха III, но написанные им части «Анналов Франции» изобиловали фактическими ошибками, и Бельфоре был снят со своего поста. Занялся книготорговлей, наполнив Париж своими многочисленными произведениями, в первую очередь переводами-перелицовками. Так он познакомил французскую публику с новеллистикой Маттео Банделло, напечатав в 1560—1580 годах несколько томов «Трагических историй, извлеченных из итальянских произведений Банделло».
В числе его переводов-перелицовок на французский язык труды таких авторов, как Боккаччо, Антонио де Гевара, Франческо Гвиччардини, Полидор Вергилий, Киприан Карфагенский, Себастиан Мюнстер, Ахилл Татий, Цицерон, Демосфен и др.
Бельфоре написал два тома из пятитомной коллективной антологии Необычайные истории, извлеченные из многих знаменитых авторов, в которую он поместил свою литературную обработку рассказа Саксона Грамматика о Гамлете из его латинских «Деяний датчан», впервые напечатанных в Париже в 1514. Из книги Бельфоре через «Прото-Гамлета» Шекспир заимствовал сюжет своей великой трагедии.
Бельфоре глубоко драматически воспринимал кровавую эпоху Религиозных войн, выявляя неразрешимые противоречия, коверкающие душу и ожесточающие ее.
Бельфоре — автор первого французского пасторального романа «La Pyrénée» (или La Pastorale amoureuse) (1571). Его «Grandes Annales» — полемический труд в споре со знатоком латинской литературы Франсуа Отманом. Общее количество его сочинений составляет около 50 томов, включающих также работы о космографии, морали, литературе и истории.
В 1575 году Бельфоре стал первым, кто использовал название Монреаль, написав: 

«В центре поселения находится деревня, или королевский город, соседствующий с культивируемой горой, город которой христиане назвали Монреаль».

## Избранные сочинения

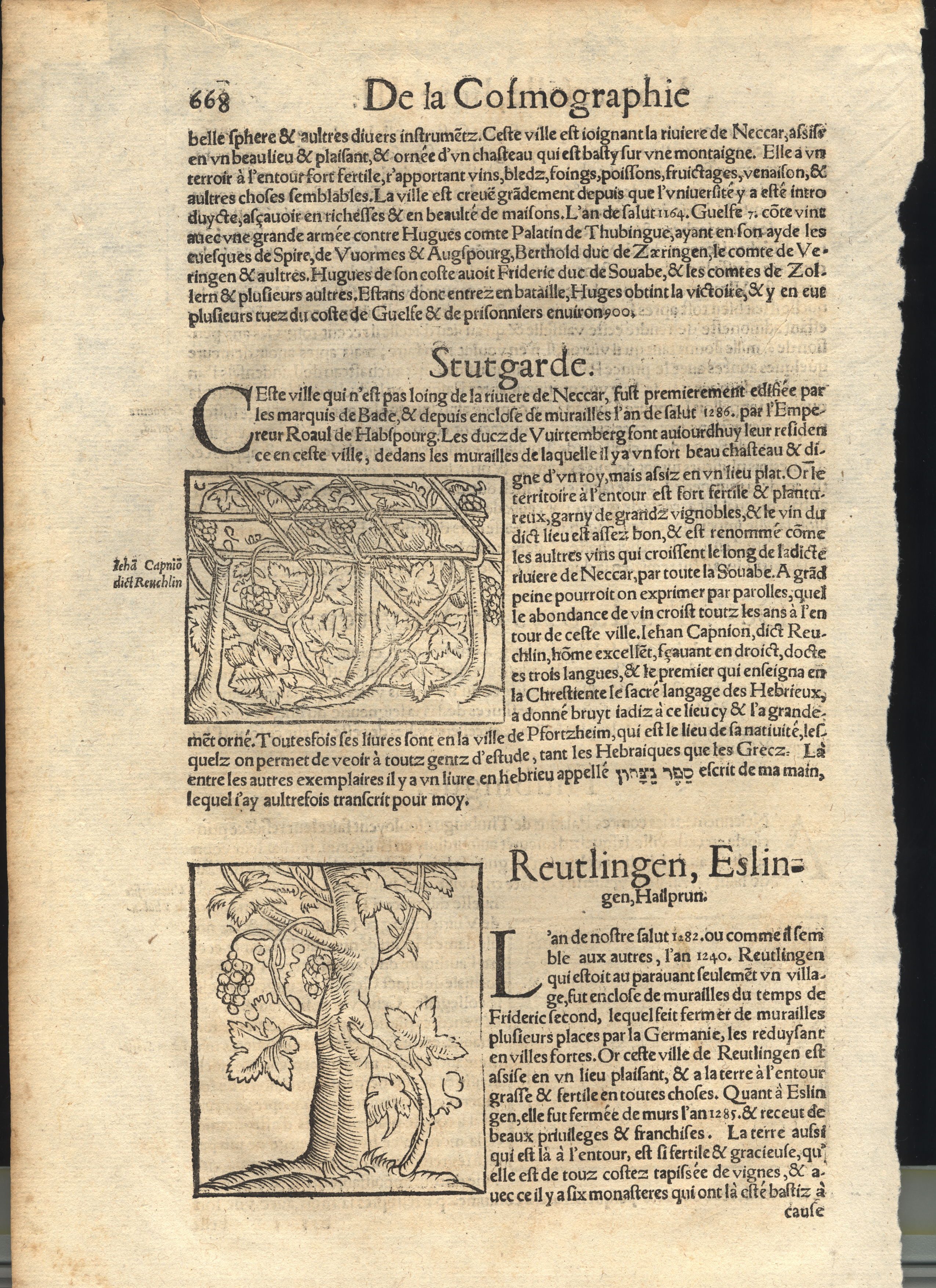
Страница из «Космографии» Себастьяна Мюнстера в переводе Франсуа де Бельфоре (1575)

- Histoire des neuf rois qui ont eu le nom de Charles;
- Annales ou Histoire générale de France;
- Histoires tragiques (extraites de Matteo Bandello);
- Histoires prodigieuses;
- La chasse d’amour (поэма), 1561;
- Continuation des histoires tragiques, contenant douze histoires tirées de Bandel….,1559;
- Les Amours de Clitophon et de Leucippe de Achille Tatius, 1568;
- L’histoire universelle du monde, 1570;
- La Cosmographie universelle de tout le monde. Paris, 1575;
- Grandes Annales et histoire générale de France, 1579;
- Description générale de tous les Pays-Bas, 1612